# Tagmout
Tagmout (en arabe تكموت) est une commune rurale marocaine de la province de Tata dans la région Souss-Massa.
Ce village touristique situé à 45 km de Tata est réputé pour ses oasis.

## L'anti-Atlas
Tagmout est un village situé dans la province de Guelmime dans l'Anti-Atlas. Localisé au sud du Maroc, il est la porte d'entrée vers le Sahara marocain.
Cette commune rurale marocaine est entourée par les montagnes de l'Atlas visibles non loin offrant une vue panoramique impressionnante. La nature florissante vit ainsi en harmonie avec les habitants du village.
D'origine chleuh (berbère) la langue parlée n'est donc pas le délija (arabe) mais bel est bien le berbère. Néanmoins les jeunes maîtrisent les deux langues leur permettant de communiquer avec les autres Marocains tout en conservant leur origine amazight. La religion présente est l'Islam, d'où la présence de mosquées au sein de ce village. Ainsi, il est quotidien d'entendre à l'aube le muezzin prononcer des paroles religieuses sous forme de chants juste avant de faire l'appel à la prière.
Omniprésente, la nature permet aux habitants de vivre d'elle. Les innombrables palmiers notamment, offrent des dattes mielleuses qui peuvent ainsi être revendues par les commerçants du village dans les provinces alentour.
De nombreux habitants vivent également de l'élevage des moutons, chèvres ou encore poules. Certains ont même des ânes qui leur permettent de transporter leur commerce plus facilement ce qui est extrêmement utile surtout sous le soleil tapant.
Tagmout possède plusieurs oasis, certaines étant totalement asséchées en été à cause de la sécheresse. Mais dans les autres périodes de l'année, ces oasis reprennent de leur vie, permettent aux bergers de nourrir leurs animaux.
En ce qui concerne la végétation, la palmeraie est en effet ancrée dans l'organisation même du village, mais il est également commun de croiser des cactus voire des arbres à coton dans certains jardins. Les jardins des habitants offrent également des fruits importants tels que de la grenadine, ou encore des dattes.
Le sol est quant à lui tapis de sable ainsi que de petits rochers. En périphérie du village, vous pouvez retrouver des roches à la couleur rouge. Cette teinte est en fait liée à la présence d'oxyde de fer caractéristique de la région.
Par ailleurs, la région est entourée par les grandes montagnes de l'Atlas offrant une vue panoramique impressionnante.
Tagmout regorge ainsi de paysages magnifiques avec les imposantes montagnes et ces coins idylliques plus impressionnants les uns que les autres. C'est un endroit idéal pour les amateurs de randonnée et d'exploration de la nature.
Tagmout est comme un petit havre de paix, bien loin de la pollution et du bruit des voitures.

## Village de commerçants
Le commerce est la source principale de vie dans ce village. Les hommes n'hésitent pas à vendre les fruits du palmiers. Les dattes et les paniers faits en écorces de palmiers sont ainsi revendus aux alentours. Le pain traditionnel cuit sur des pierres et préparé par les femmes peut également servir à leur commerce. C'est un pain au goût fumant qui est très largement utilisé tout au long du repas.

## Vêtements traditionnels
Les femmes sont couvertes de façon à dissimuler leur chevelure ainsi que leurs courbes. Elles portent ainsi des vêtements amples constitués d'un voile nommé "Addâl" de tissu léger pour permettre de ne pas avoir trop chaud en été.
Elles portent également des jupes à plusieurs couches nommées "foltita" à dentelles de différentes nuances avec plusieurs couleurs. Ainsi, une même jupe peut être verte, violette, noir, etc
Il est intéressant de noter qu'à l'époque, il n y avait pas autant de couleur. Seul le noir était utilisé.
En ce qui concernent les hommes, ceux-ci portent un qamis léger laissant passer l'air. certains portent même des turbans pour se protéger des tempêtes de sable ainsi que de la chaleur.

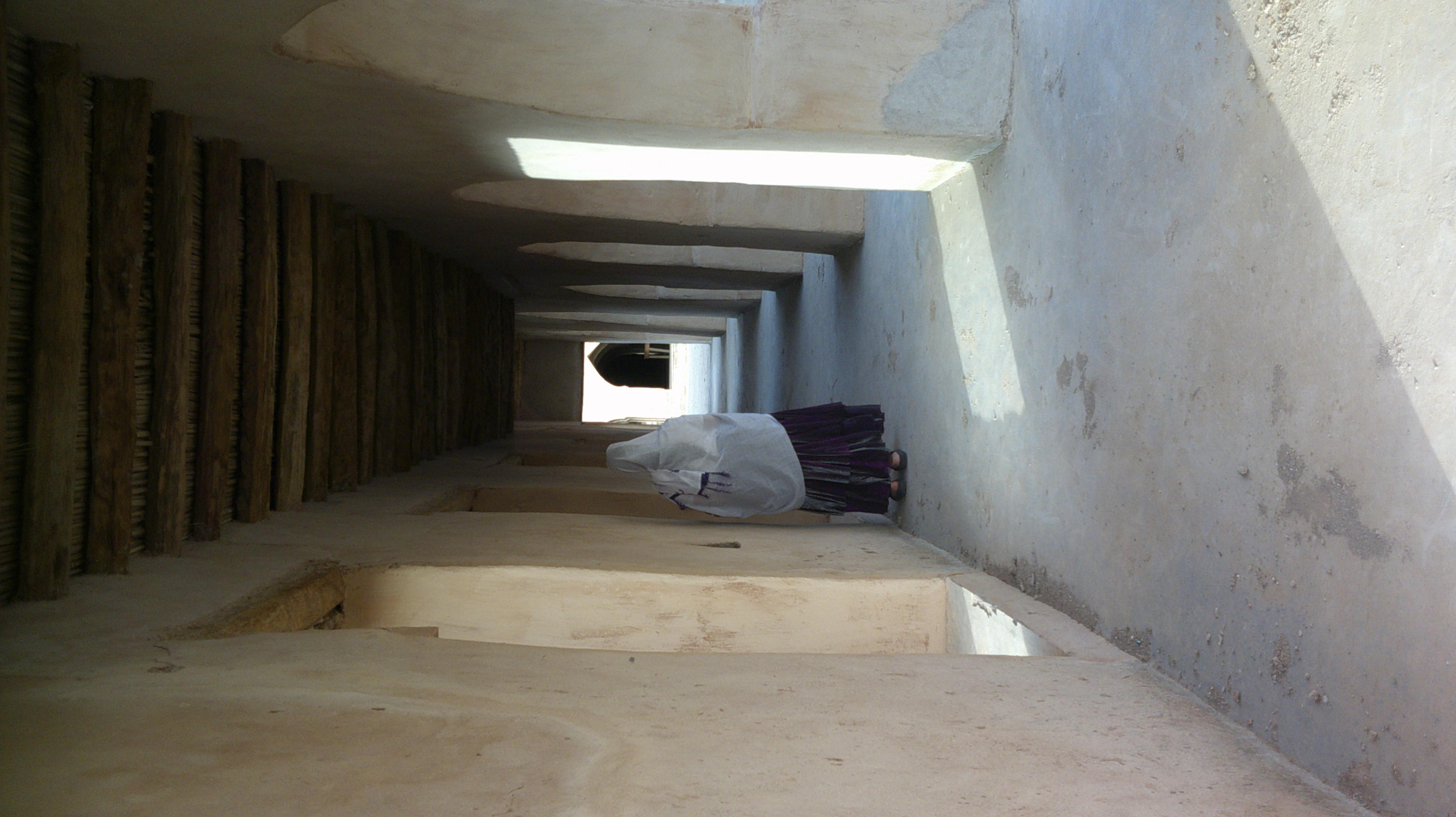

En ce qui concerne les habits de mariage, les vêtements sont beaucoup plus décorés et la femme est ornée de nombreux bijoux.
Une des fêtes traditionnelles consiste à se déguiser et de sonner chez les habitants du village. Accompagnés d'instruments de musique, ils dansent et chantent au rythme de chants traditionnels.
Ce sont les enfants qui participent à cet héritage permettant d'apporter un moment festif pour tout le village.
Les habitants qui dansent parfois avec eux, n'hésitent pas à leur donner des friandises pour les remercier de leur petite fête.